# Phrynus palenque
Espèce
Phrynus palenque est une espèce d'amblypyges de la famille des Phrynidae.

## Distribution
Cette espèce se rencontre au Mexique au Chiapas et au Guatemala,.

## Description
Le mâle holotype mesure 11,80 mm.

## Étymologie
Son nom d'espèce lui a été donné en référence au lieu de sa découverte, Palenque.

## Publication originale
- Armas, 1995 : Nuevos Phrynus de México y Nicaragua, con la descripción complementaria de P. garridoi Armas (Amblypygi: Phrynidae). Revista Nicaraguense de Entomologia, vol. 33, p. 21-37 (texte intégral).